# Katharine Tynan
Katharine Hinkson z d. Tynan (ur. 23 stycznia 1859 w Dublinie, zm. 2 kwietnia 1931 w Wimbledon) – irlandzka poetka, pisarka i dziennikarka, przywódczyni odrodzenia irlandzkiego, względnie ruchu neoceltyckiego.

## Życiorys
Katharine Tynan urodziła się na South Richmond Street w Dublinie, jako piąta z dwunastu dzieci Andrew Cullen Tynana, zamożnego rolnika, i Elizabeth Tynan (z d. Reilly). Od 1868 r. wychowywała się w rodzinnym domu w Clondalkin. Po edukacji w prywatnej szkole  dziennej w Dublinie (1872–76) została wysłana do klasztoru dominikanek św. Katarzyny ze Sieny w Drogheda. Przez krótki czas rozważała wstąpienie do zakonu. W tym czasie cierpiała na owrzodzenie oka, które spowodowało, że straciła wzrok na prawie rok. Po powrocie do domu spędzała większość czasu z ojcem, uczęszczając z nim na spotkania polityczne. Podobnie jak ojciec była zagorzałą nacjonalistką. Przez krótki czas pracowała dla Ladies' Land League.
Katharine Tynan zaczęła pisać wiersze jako nastolatka, swój pierwszy utwór Dreamland opublikowała w Young Ireland w 1875 r. Zachęcona przez ojca, publikowała dalej w czasopismach takich jak The Graphic, United Ireland, Irish Fireside i Irish Monthly. W Irish Monthly poznała jezuitę, poetę i pisarza, Matthew Russella, który stał się dla Kathariny wsparciem na wczesnych etapach jej kariery. Ojciec Russell przedstawił ją Wilfridowi Meynell, który zapewnił publikację jej pierwszego tomu wierszy, Louise de la Vallière and other poems (1885). Tomik został dobrze przyjęty i szybko doczekał się drugiego wydania. Choć jej kolejna publikacja, Shamrocks (1887), nie odniosła podobnego sukcesu, Katherine stała się postacią dobrze znaną wśród dublińskich literatów. Do jej bliskich przyjaciół należeli Alice Furlong, Rosa Mulholland, Dora Sigerson Shorter oraz Ellen i John O’Leary.
Jednym z najczęstszych gości salonu literackiego w domu poetki był William Butler Yeats, któremu została przedstawiona w czerwcu 1885 roku. Poeta podziwiał jej twórczość i uważał jej poezję za znaczący czynnik rozwoju irlandzkiej literatury. Oboje byli mocno zaangażowani w prace nad Poems and ballads of Young Ireland (1888). Yeats rozważał także oświadczyny. Później, zwłaszcza po ślubie Kathariny, ich przyjaźń osłabła. Yeats stawał się coraz bardziej krytyczny wobec jej twórczości, a ostatecznie w 1920 roku, po jej decyzji o sprzedaży ich korespondencji za 100 funtów, ich drogi rozeszły się.
We wrześniu 1888 Tynan poznała Henry’ego Hinksona, urodzonego w Dublinie prawnika i pisarza. Po długim narzeczeństwie, podczas których nawróciła go na katolicyzm, pobrali się w Londynie 4 maja 1893 i przeprowadzili do Anglii. Było to trudne dla Kathariny z powodu rozłąki z ojcem. Pierwsze lata jej małżeństwa były też ciężkie z powodu urodzenia martwego dziecka w maju 1894 r. i śmierci syna Godfreya 30 września 1895 r. (urodził się 17 sierpnia). Katharine została niezależną dziennikarką, publikowała wiersze, opowiadania, artykuły i recenzje m.in. w British National Observer, Pall Mall Gazette, Merry England, Sketch, Illustrated London News, American Catholic World i Boston Pilot. Wiele jej artykułów poruszało tematy społeczne, jak traktowanie sprzedawczyń czy niezamężnych matek, dzieciobójstwo, kara śmierci i edukacja biednych.
W 1911 r. wróciła do Irlandii wraz z mężem, dwoma synami, Theobaldem Henry (ur. 12 sierpnia 1897, zm. 1966) i Giles Aylmer (ur. 7 lutego 1899, zm. 19 września 1957), oraz córką Pamelą Mary (1900–1982). Rodzina zamieszkała w Shankill, a później przeniosła się do Claremorris. Podczas pobytu w Anglii interesowała się żywo wydarzeniami kulturalnymi, ale była coraz bardziej zdystansowana do radykalizmu irlandzkiego. Uważała, że „uczucie do Anglii i miłość do Irlandii mogą całkiem dobrze iść w parze”. Powstanie wielkanocne określiła mianem „buntu”. Po śmierci męża w 1919 roku wyjechała do Anglii, stamtąd dużo podróżowała po Europie.
Katharine Hinkson zmarła 2 kwietnia 1931 w Wimbledon w Londynie. Została pochowana na cmentarzu w Kensal Green. Jej autobiografia ukazała się w pięciu tomach (1913–24). Młodsza siostra Kathariny, Nora O’Mahony (1866–1954) była także poetką, a córka Pamela Hinkson (1900–1982) powieściopisarką.

## Dzieła
- Louise de la Vallière (1885) poezje
- Shamrocks (1887)
- Ballads & Lyrics (1891)
- Irish Love-Songs (1892)
- A Cluster of Nuts, Being Sketches Among My Own People (1894)
- Cuckoo Songs (1894)
- Miracle Plays (1895)
- The Land of Mist and Mountain (1895)
- The Way of a Maid (1895)
- Three Fair Maids, or the Burkes of Derrymore (c.1895)
- An Isle in the Water (1896)
- The Golden Lily (1899)
- The Dear Irish Girl (1899)
- Oh, What a plague is Love! (1900)
- Her Father's Daughter (1900)
- Poems (1901)
- A Daughter Of The Fields (1901)
- A King’s Woman (1902)
- Love of Sisters (1902)
- The Great Captain: A Story of the Days of Sir Walter Raleigh (1902)
- The Handsome Quaker, and other Stories (1902)
- The Adventures of Carlo (1903) ilustrował E. A. Cubitt
- The Luck of the Fairfaxes (1904)
- A Daughter of Kings (1905)
- Innocencies (1905) poems
- For the White Rose (1905)
- A Little Book for Mary Gill's Friends (1905)
- The Story of Bawn (1906)
- The Yellow Domino (1906)
- Book of Memory (1906)
- Dick Pentreath (1906)
- The Cabinet of Irish Literature. (4 volumes) (1906)
- The Rhymed Life of St Patrick (1907) Illustrated by Lyndsay Symington
- Twenty-One Poems By Katherine Tynan Selected By W.B. Yeats (1907)
- A Little Book of XXIV Carols (1907)
- Father Mathew (1908) biografia Theobalda Mathew
- Experiences (1908)
- A Union of Hearts (1908)
- The House of the Crickets (1908)
- Ireland (1909)
- A Little Book for John O’Mahony’s Friends (1909)
- The Book Of Flowers (1909) wraz z Frances Maitland
- Mary Gray(1909)
- A Girl of Galway
- The Rich Man
- A Red, Red Rose (c.1910)
- Heart O' Gold or the Little Princess
- The Story of Cecelia (1911)
- New Poems (1911)
- Princess Katharine (1911)
- Twenty-five Years: Reminiscences (1913)
- Irish Poems (1913)
- The Wild Harp (1913)
- A Mesalliance (1913)
- The Daughter of the Manor (1914) ilustrował John Campbell
- A Shameful Inheritance (1914)
- Joining the colours (1914)
- The Flower of Peace (1914) poezje
- Mary Beaudesert, V. S. (1915)
- Flower of Youth (1915) poems
- The Curse of Castle Eagle (1915)
- The House of the Foxes (1915) powieść
- Lord Edward: A Study in Romance (1916)
- The Middle Years (1916)
- Margery Dawe (1916) ilustrował Frank E. Wiles
- Late Songs (1917)
- Herb O'Grace (1918) poezje
- The sad years (1918)
- The Years of the Shadow (1919)
- The Honourable Molly (1919)
- Denys the Dreamer (1920)
- The Handsome Brandons (1921) Ilustrował G. D. Hammond
- The Wandering Years (1922)
- Evensong (1922)
- White Ladies (1922)
- A Mad Marriage (1922) novel
- Memories (1924)
- The Man from Australia (1925)
- The Wild Adventure (1927)
- Twilight Songs (1927)
- The Face in the Picture (1927)
- Haroun of London (1927)
- Pat, the Adventurer (1928)
- Bitha's Wonderful Year (1928)
- The Respectable Lady (1928)
- The River (1929)
- Castle Perilous (1929)
- The Squire’s Sweetheart (1930)
- Denise the Daughter (1930)
- Collected Poems (1930)
- The Admirable Simmons (1930)
- The Forbidden Way (1931)
- Philippa's Lover (1931)
- A Lonely Maid (1931)
- The Story of Our Lord (1932)
- The Other Man (1932)
- An International Marriage (1933)
- Londonderry Air (1935)
- The Briar Bush Maid
- A little radiant girl, ilustrowane przez Johna Campbella
- A Passionate Pilgrim
- Maxims
- The Poems of Katharine Tynan (1963) redakcja: Monk Gibbon
- A Girls Song